# Berenguer de Llers
Berenguer de Llers fou bisbe de Girona (~1146 - ~1160). Per un decret del comte de Barcelona inscrit en el llibre verd, on figuren molts prelats, entre ells Berenguer, signat a Girona el 6 d'agost de 1147, es renova l'ordre que un cop mort un bisbe no saquegessin els oficials arrabassant per a ells el que poguessin. Flórez argüeix que aquest decret fou propiciat per tumults succeïts després de la mort de Berenguer Dalmau, i Flórez situa l'elecció de Berenguer de Llers entre aquesta data i finals de l'any anterior. Tanmateix a l'episcopologi de les Constitutiones Synodales el fa ja bisbe el 21 de juny de 1145. El primer document on no hi ha dubte que fou signat per ell i no pel seu antecessor - Berenguer Dalmau - és una concòrdia signa del 28 de març de 1148 entre el bisbe i Gilabert de Cruïlles, en la que aquest renuncia al poble de la Bisbal d'Empordà i que Berenguer es compromet a pagar-li cinquanta sous anuals.
Era Berenguer de família distingida i germà d'Arnau de Llers que actuà com a comdor de Besalú en la concòrdia signada després de l'enfrontament entre els comtes Ponç Hug I d'Empúries i Ramon Berenguer III de Barcelona el 1128. Berenguer, juntament amb Guillem de Barcelona, Pere de Vic i Artal d'Elna assistiren el 9 d'agost de 1151 a la consagració del bisbat de Tortosa, fent-ne bisbe a Gaufred abat de Sant Ruf. Tot i la prohibició del papa Gelasi II de tornar a constituir el bisbat de Tortosa fent-la parròquia depenent del bisbat de Tarragona, quan Ramon Berenguer conquerí la ciutat la tornà a instituir i la dotà. L'any següent estant proper el part la comtessa Peronella feu testament el 4 d'abril nomenant com a executor a Berenguer de Llers. Durant el seu episcopat foren restituïdes diverses possessions de l'església que havien estat usurpades per Berenguer Angles, Guillem Ademari, Guillem de Calabuig, Arnal de Llers i el comte Berenguer Ramon. Consta en el llibre verd que el 16 de desembre de 1160 restituí Arnal de Llers les esglésies de Rocabruna, Beget, Sant Llorenç de la Muga, Llers i s'Agaró que estaven en la senyoria de Llers; i Bordils, Juià, Sant Isidor de la Pera i Sant Martí de Cassà, en la senyoria de Cervià de Ter.
Consta el seu òbit amb data de 30 de novembre de 1164 en un martirologi de la Canònica de Girona. En l'episcopologi de les Constitutiones Synodales de Roig i Jalpí situen el seu traspàs el 20 de desembre de 1158. Els martirologis de Girona situen la seva mort el 17 de novembre de 1093. En un martirologi més modern que arriba fins a l'any 1311, només esmenta el 17 de novembre sense especificar-ne l'any.